# Heksoziltransferaze
Heksoziltransferaze su tip glikoziltransferaza koji katalizuju transfer heksoza.
Primeri enzima ove grupe su:
- glukoziltransferaze[2] - transfer glukoze
- galaktoziltransferaze - transfer galaktoze
- fukoziltransferaze - transfer fukoze
- glukuronoziltransferaza - transfer glukuronske kiseline

Oni su klasifikovani pod EC brojem 2.4.1.

## Spoljašnje veze
- Hexosyltransferases на 